# (1516) Henry
(1516) Henry – planetoida z pasa głównego asteroid okrążająca Słońce w ciągu 4 lat i 90 dni w średniej odległości 2,62 au. Została odkryta 28 stycznia 1938 roku w Observatoire de Nice przez André Patry. Nazwa planetoidy pochodzi od francuskich astronomów braci Henry. Przed nadaniem nazwy planetoida nosiła oznaczenie tymczasowe (1516) 1938 BG.